# Кружна платформа са лавовима на Теразијама
Кружна платформа са лавовима на Теразијама  или степенаста кружна платформа са лавовима била је 
део пројекта уређења Теразија између два светска рата, архитекте Драгише Брашована, изграђена поводом церемоније венчања краља Александра I Карађорђевића и краљице Марије, 1922. године.
Платформа, са које су после извесног времена уклоњени лавови, имала је многобројне намене, све док 1927. године, није донета одлука да се на том месту изгради Теразијска фонтана, која је требало да у потпуности заокружи изглед Теразија, као једног од најнепривлачнијих тргова у центру Београда, и један од симбола престонице тадашње Краљевине Југославије.

## Историја
Предуслови
Теразије ка посебна просторна целина између 1911. и 1913. године добиле су естетски уобличену партерску површину, која је овом простору требала да допадљиви изглед. Иако је по замисли тадашњих архитеката средишњи део тог простора требала да краси фонтана, простор Теразија је сходно тренутним потребама мењао форму и функцију.  
Водоскок са кружним постаментом и системом прскалица као претеча платформе
Са уређењем Теразија почело се након окончања Балканских ратова 1913., када је у склопу велике свечаности одржане на Теразијама поводом повратка српске војске из рата, на месту касније саграђене степенасте кружне платформе, прво је изграђен водоскок, који је био са кружним постаментом и системом прскалица. Водоскок је до почетка Првог светског рата био само повремено активан, јер је често коришћен као постамент за говорницу на неком од народних окупљања, као трибина или павиљон.
Током Првог светског рата, аустроугарске власти су средишни део водоскока користиле као постамент за бисту Франца Јозефа.
Након завршетка Првог светског рата,  биста Франца Јозефа је уклоњена, а постамент је уместо водоскока, служио је као погодно место за бројна дешавања политичка и културна окупљања — посете државника, политичке зборова, поделу одликовања, сахране знаменитих личности (нпр краља Петра I Карађорђевића, у виду балдахина, украшеног црним барјацима, венцима и завесама, са бистом краља).
Изградња платформе
Степенаста кружна платформа, на Теразијама, настала је у лето 1922. године, као хитан задатак, када је влада Краљевине Југославије, донела одлуку да за потребе венчања краља Александра и краљице Марије, ангажује архитекту Драгишу Брашована, са циљем да у склопу декорације Теразија, на месту водоскока из 1913. године пројектује велику степенасту кружну платформу, са декоративном каменом оградом, украшеном вазама и радијално постављеним фигурама осам лежећих лавова. Претпоставља се да су фигуре лавова биле направљени су од папјемашеа (укалупљене масе, направљене од старе хартије са додатком лепка, скроба, гипса, креде и иловаче, премазана фирнајсом и обојена, која се употребљавала израду животињских фигура, лутака, географских карте итд.), јер већ 1925. године на платформи нема фигура лавова ни на једном од сачуваних снимака. То потврђује новински извештај: лавови су били направљени од "лажног гипса", тако да су оронули од времена и уклоњени јуна 1924.
Замена платформе фонтаном
Брашованова конструкција, без лавова, стајала је на Теразијама све до 1927. године, када је коначно донета одлука да се на том месту изгради првобитно замишљена Теразијска фонтана, која је требало да у потпуности заокружи изглед Теразија, као једног привлачног трга у центру Београда.